# Vĩnh Hòa, Hải Phòng
Vĩnh Hòa là một xã thuộc thành phố Hải Phòng, Việt Nam.

## Địa lý
Xã Vĩnh Hòa có diện tích 15,99 km², dân số năm 2023 là 20.342 người, mật độ dân số đạt 1.272 người/km².

## Lịch sử
Ngày 24 tháng 10 năm 2024, Ủy ban Thường vụ Quốc hội ban hành Nghị quyết số 1232/NQ-UBTVQH15 về việc sắp xếp đơn vị hành chính cấp huyện, cấp xã của thành phố Hải Phòng giai đoạn 2023 – 2025 (nghị quyết có hiệu lực từ ngày 1 tháng 1 năm 2025). Theo đó, thành lập xã Vĩnh Hòa thuộc huyện Vĩnh Bảo trên cơ sở toàn bộ 4,14 km² diện tích tự nhiên, quy mô dân số là 5.016 người của xã Vĩnh Long; toàn bộ 5,58 km² diện tích tự nhiên, quy mô dân số là 6.518 người của xã Hiệp Hòa và toàn bộ 6,27 km² diện tích tự nhiên, quy mô dân số là 8.808 người của xã An Hòa.
Xã Vĩnh Hòa có 15,99 km² diện tích tự nhiên và quy mô dân số là 20.342 người.